# Харитонов Федір Петрович
Федір Петрович Харитонов (1907, село Фролово Рязького повіту Рязанської губернії — 9 січня 1991, місто Москва) — співробітник ОДПУ-НКВС-НКДБ-МДБ-КДБ, начальник 4-го Управління КДБ при РМ СРСР і член Колегії КДБ, генерал-лейтенант (9.7.1945). Депутат Верховної ради СРСР 2-го скликання.

## Ранні роки
Народився в російській сім'ї селянина-середняка. У 1919 закінчив 4 класи сільської школи в селі Пехлець Княжовської волості Ряжського повіту (нині Ряжський район Рязанської області), з травня 1919 працював у господарстві батька, з квітня 1924 до квітня 1926 — завідував хатою-читальнею в рідному селі, з травня 1926 працював гасильником бандеролей фабрики «Працівник» в Пехлеці, у березні 1928 - вересні 1929 — голова колгоспу «Свобода» у Фролово.
У РСЧФ з 1929, служив у частинах ППО Морських Сил Балтійського Моря в Кронштадті: червонофлотець 41-го зенап (жовтень 1929 — березень 1931), політичний керівник бригади ППО (квітень 1931-грудень 1933), одночасно в 1932 закінчив робітничий факультет в Кронштадті.

## В органах
З 1933 року служив в органах внутрішніх справ і державної безпеки. У грудні 1933-вересні 1935 працював в ОВ ОГПУ Морських Сил Балтійського моря, одночасно в 1934 закінчив 2-річний комвуз при ПУР Морських Сил, з жовтня 1935 — в ЦШ ОГПУ — НКВС, з 1 вересня 1937 працював в секретно-політичному відділі — оперуповноважений 9-го відділення 4-го відділу ГУДБ (потім 4-й відділ 1-го Управління та 2-й відділ ГУДБ) НКВС СРСР, в 1939 — березні 1940 — заступник начальника 4-го відділення 2-го відділу ГУДБ НКВС СРСР.
Послідовно обіймав наступні посади:
- Заступник народного комісара внутрішніх справ Казахської РСР (березень 1940 — 26 лютого 1941)
- Народний комісар внутрішніх справ Казахської РСР (26 лютого — 31 липня 1941)
- Заступник народного комісара внутрішніх справ Казахської РСР (6 серпня 1941 — 7 травня 1943)
- Народний комісар внутрішніх справ Туркменської РСР (7 травня 1943 — 21 жовтня 1946 р .; в 1946 р закінчив Всесоюзний юридичний заочний інститут без захисту диплома)
- Начальник Спеціального головного управління МВС СРСР «Главспеццветмет» (21 жовтня 1946 — березня 1953)
- Начальник Головного управління золото-платинової промисловості Міністерства металургійної промисловості СРСР (квітень — липень 1953)
- Начальник 4-го Управління МВС СРСР (16 липня 1953 — 17 березня 1954), член Колегії МВС СРСР (15 липня 1953 — 13 березня 1954)
- Начальник 4-го Управління КДБ при РМ СРСР (17 березня 1954 — 23 лютого 1957), член Колегії КДБ при РМ СРСР (13 березня 1954 — 16 лютого 1957)
- Старший радник КДБ при МОБ Китаю (23 лютого — травня 1957)
- Старший радник КДБ при МДБ Румунії (травень 1957 — січень 1960)

З травня 1960 — на пенсії. Проживав у Москві. Помер 9 січня 1991 року. Похований на Троєкуровському цвинтарі.

## Звання
- сержант державної безпеки (20 червня 1936)
- молодший лейтенант державної безпеки (5 листопада 1937)
- лейтенант державної безпеки (4 квітня 1939)
- майор державної безпеки (22 жовтня 1940, минаючи звання старшого лейтенанта і капітана державної безпеки)
- полковник державної безпеки (14 лютого 1943)
- комісар державної безпеки (15 січня 1944)
- комісар державної безпеки 3-го рангу (2 липня 1945)
- генерал-лейтенант (9 липня 1945)

## Нагороди
- два ордени Леніна (26.04.1940, 5.11.1954)
- орден Червоного Прапора (30.01.1951)
- два ордени Червоної Зірки (20.09.1943, 3.11.1944)
- медаль «За перемогу над Німеччиною у Великій Вітчизняній війні 1941—1945 рр.»
- медалі
- знак «Заслужений працівник НКВС» (4.02.1942)
- знак «Почесний працівник державної безпеки» (23.12.1957)